# 蛇形岭

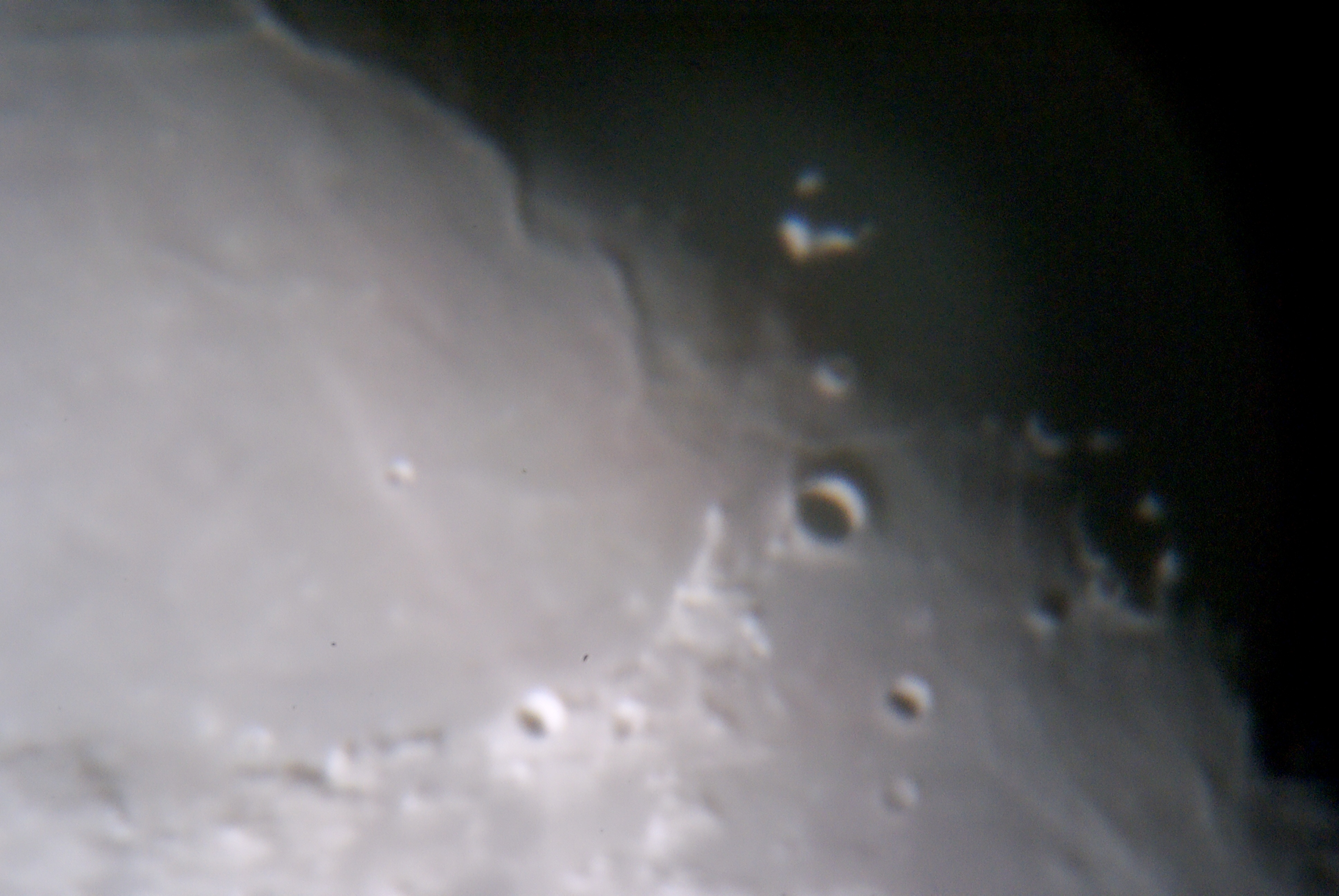
蛇形岭

蛇形岭(Serpentine Ridge)是月球正面位于澄海东部一系列皱岭的非正式名称。该构造南北绵延约500多公里(严格意义上讲，其尽头并不在南面或北面，而是沿着月海边缘形成一个环形结构)。1976年来，国际天文学联合会并未使用该名称，而是把它划分为尼科尔山脊(其中一条向南的短支)、利斯特山脊(蛇形岭中弯曲的部分)、斯米尔诺夫山脊和一道向北的无名山脊。该地貌结构最突出部分的月面坐标范围约为东经24°-26°、北纬19°−31°。1789年11月17日德国天文学家约翰·希罗尼穆斯·施罗特首次对它进行了描述。
通过业余天文望远镜就可很容易地辨识出蛇形岭，但由于它与澄海表面落差较小(约只有100-200米)，因此，要观察它，最好应在太阳光斜照时，即月球晨昏圈靠近澄海的时候。最佳观察时段是在新月后第六天。右边的照片是使用235毫米施密特-卡塞格伦镜头的业余天文望远镜所拍摄，照片中利斯特山脊和斯米尔诺夫山脊较易看出，但尼科尔山脊却很难看清，主要是它的高度要小得多。

## 另请参阅
- 月球山脉列表
- 行星體系命名法
- 月球表面特徵列表
- 月面学